# Boschidar Grigorow
Boschidar Iwanow Grigorow (bulgarisch Божидар Иванов Григоров, wiss. Transliteration Božidar Ivanov Grigorov; * 27. Juli 1945 in Sofia) ist ein ehemaliger bulgarischer Fußballspieler.

## Karriere

### Vereine
Grigorow begann seine Karriere beim örtlichen Fußballklub Orlin in der Kleinstadt Pirdop. 1967 wechselte er zu Slawia Sofia. In 12 Spielzeiten bestritt er für den Klub, mit dem er  1975 den bulgarischen Pokal gewann, 301 Ligaspiele, in denen er 128 Tore erzielte. 1980 wurde Grigorow zu Bulgariens Fußballer des Jahres gewählt.

### Nationalmannschaft
Ohne einen vorherigen Länderspieleinsatz wurde Grigorow für die Fußball-Weltmeisterschaft 1970 in Mexiko nominiert. Im Verlauf des Turniers wurde er jedoch nicht eingesetzt.
Sein erstes Spiel für die bulgarische Nationalmannschaft bestritt Grigorow am 7. September 1971 beim 1:3 im Freundschaftsspiel gegen Deutschland.
Bei der Fußball-Weltmeisterschaft 1974 in Deutschland wurde er erneut in das bulgarische Aufgebot berufen. Grigorow kam auch bei diesem Turnier nicht zum Einsatz.
Zwischen 1971 und 1977 bestritt Grigorow insgesamt sieben Länderspiele für Bulgarien, in denen er ein Tor erzielte.

## Erfolge
- Bulgarischer Pokalsieger: 1975

## Auszeichnungen
- Bulgariens Fußballer des Jahres 1976